# Tasisat-e Sadd-e Latian
Tasisat-e Sadd-e Latian (persană تأسيسات سدلتيان) este un oraș din Districtul Rural Lavasan-e Bozorg, Iran.